# Гонсан
Гонсан (фр. Gonsans) насеље је и општина у источној Француској у региону Франш-Конте, у департману Ду која припада префектури Безансон.
По подацима из 2011. године у општини је живело 531 становника, а густина насељености је износила 30,71 становника/km². Општина се простире на површини од 17,29 km². Налази се на средњој надморској висини од 343 метара (максималној 644 m, а минималној 447 m).

## Демографија
| 1962. | 1968. | 1975. | 1982. | 1990. | 1999. | 2011. |
| ----- | ----- | ----- | ----- | ----- | ----- | ----- |
| 195   | 243   | 272   | 351   | 375   | 433   | 531   |

График промене броја становника у току последњих година